# Kevin Brand
Kevin Brand (* 1991 in Villach) ist ein österreichischer Schauspieler und Künstler.

## Leben und Karriere
Kevin Brand ist in Kärnten, in Österreich geboren und aufgewachsen. Mit 18 Jahren zog er nach Berlin und sammelte Erfahrungen in der freien Theaterszene, sowie vor der Kamera für Musikvideos (Deep Purple: „Vincent Price“) und Werbesendungen für verschiedene Firmen. 2014 hatte er seine Ausstellung „Empathize“ in Berlin, in der er Fotografien mit selbstkomponierter Musik untermalte. Er absolvierte den Bachelor of Arts in Philosophie und Kunstgeschichte an der Humboldt-Universität zu Berlin, lebte und arbeitete zwischenzeitlich in London und Barcelona, wo er 2015 seine zweite Ausstellung machte, diesmal mit Gemälden.
Ab 2017 spielte er in Filmen. Seine erste Hauptrolle im Film „Isle of Amber“ wurde auf dem Filmfestival von Cannes im Shortfilmcorner gezeigt, ein weiterer Kurzfilm „Shiny“ mit ihm als „Shiny Flakes“ wurde bei den Camgaroo Awards als bester Film nominiert, das Musikvideo von Blassfuchs erhielt eine Nominierung bei den Berlin Music Video Awards. 2018 spielte er eine der Hauptrollen im Theaterstück „Grauzone – Ticket ins Nichts“ in mehreren Theatern in Bayern. Daraufhin folgten erste Rollen fürs Fernsehen. In Deutschland spielte er den drogenabhängigen Said Aziz in der ARD-Krimiserie „Über die Grenze – Rausch der Sterne“, den Streber Peter Richert in „Verbindung“, sowie den berühmten Sportler Tobias Kessler in „Hotel Mondial“ und Gangster Damian in der zweiten Staffel der Erfolgsserie „Totenfrau“ auf Netflix.
In Österreich verkörperte er den arbeitslosen Mario im Kärntner Landkrimi: "Bis in die Seele ist mir kalt"; der Film gewann den Hauptpreis als bester Film beim Krimifestival in Wiesbaden. Danach spielte er den Hühnerbauer Edi Brus in „Uhudler-Verschwörung“ und den Dorf-Gigolo Mario im Steirerkrimi „Steirerstich“. In Spanien spielte er seine größten Rollen, angefangen als Teil des Hauptcasts in beiden Staffeln von „Nasdrovi“, den Russen Yuri. Die Serie wurde bei den spanischen Golden Globes (Premios Feroz) als beste Comedy-Serie nominiert und erhielt beim Festival de Luchon in Frankreich den Preis für herausragende Leistungen. Danach spielte er wieder als Teil des Hauptcasts den Nazi Kurt in „Operacion Barrio Ingles“ und anschließend den Archäologen Lars in „La Huella del Mal“.  Er sammelte Material auf Deutsch, Kärntnerisch, Wienerisch, Spanisch mit diversen Akzenten, Russisch, Französisch und Englisch, ist also sprachen- und dialektaffin. Mittlerweile lebt er zwischen Madrid und Berlin.
Brand ist ein Urenkel des österreichischen Malers Anton Kolig.

## Filmographie

### Film und Fernsehen
- 2019: Über die Grenze - Rausch der Sterne (ARD)
- 2019: Nasdrovia (movistar+)
- 2020: Verbindung (amazon)
- 2021: Nasdrovia 2 (movistar+)
- 2022: Hotel Mondial (ZDF)
- 2023: Operacion Barrio Ingles (RTVE1)
- 2023: Landkrimi: Bis in die Seele ist mir kalt (ORF)
- 2023: Draußen die Welt (Kino)
- 2024: La Huella del Mal (Netflix, ZDF)
- 2025: Totenfrau (Fernsehserie)
- 2025: Uhudler-Verschwörung – Ein Stinatz-Krimi (Fernsehreihe)

### Kurzfilme
- 2017: Isle of Amber
- 2017: Shiny
- 2017: die kalten Tage
- 2017: Enlieghtened
- 2017: Hatch Hunt
- 2018: der Klaviermann
- 2018: Geschlossene Gesellschaft
- 2018: The Audience
- 2019: Offline
- 2020: Auxilium
- 2021: Keine Tränen jetzt
- 2021: Obsessed

### Musikvideos
- 2012: Deep Purple: Vincent Price
- 2017: Blassfuchs: Kreislauf
- 2017: Blassfuchs: Untergrund
- 2017: Lycantho Junk
- 2018: Marek Hemann: Happy Pink Pills
- 2020: Vincent Malin: Donner und Blitze

### Theater
- 2014: Du musst dein Leben ändern
- 2016: Der Schatten der weißen Amsel
- 2018: Grauzone: Ticket ins Nichts